# Zona de Gandaki
La zona de Gandaki (Nepalí: गण्डकी) estaba localizada en la región occidental de la República Federal Democrática de Nepal.
Era llamada Sapta Gandaki (‘siete [ríos] Gandaki’) debido a los siete tributarios (Kali Gandak, Trishuli, Budhi Gandak, Marsyangdi, Madi, Seti Gandak, y Daraudi) que constituyen el río Gandaki.
Su capital regional era Pokhara.
En esta región se encontraba el distrito Tanaju, que fue el lugar de nacimiento del traductor y escritor Bhanu-Bhakta Acharya (1814-1868), el primer poeta en nepalí.
La zona de Gandaki es rica en múltiples culturas que son únicas, tales como la de los magar, los gurung, los famosos mercenarios gurkhas. También en esta zona administrativa hay personas pertenecientes a los acharias (descendientes del poeta Bhanu-Bhakta Acharia).

## Distritos
Gandaki estaba subdividida en 6 distritos:
- Distrito de Gurkha
- Distrito de Kaski
- Distrito de Lamjung
- Distrito de Manang
- Distrito de Syangja
- Distrito de Tanahu

## Datos demográficos
Poseía una superficie de 12.275 km² y una población de un total de 1.487.954 habitantes (según cifras del censo llevado a cabo en el año 2001) lo que da lugar a una densidad poblacional de unos 121,2 residentes por cada kilómetro cuadrado de la zona administrativa.
- Datos: Q9133
- Multimedia: Gandaki Zone / Q9133